# Kontrakcja (skrót)
Kontrakcja (łac. contractio „skurczenie”) – forma skrótu literowego, polegająca na użyciu zasadniczo tylko pierwszej i ostatniej litery wyrazu, ewentualnie także którejś z liter środkowych, np.: doktor – dr, numer – nr, rękopis – rps.